# Vale da Urra

Vale da Urra é uma aldeia portuguesa pertencente à freguesia e de Concelho de Vila de Rei e ao Distrito de Castelo Branco, região Centro e sub-região do Pinhal Interior Sul, com 71 habitantes (2011).
A cerca de 9 km encontra-se Vila de Rei e o Centro Geodésico de Portugal, na Serra da Melriça. No alto desta serra, encontra-se construído um marco com cerca de 20 metros de altura, denominado de "Picoto", marcando assim o Centro a nível de coordenadas geodésicas.

## Cultura

### Espaços culturais
- Associação Cultural Desportiva e Recreativa de Vale da Urra

### Eventos culturais
A Comissão de Festas de Vale da Urra organiza anualmente a Festa de S. Sebastião.
Esta festa realiza-se normalmente no segundo fim-de-semana de Agosto. Além de dar a conhecer a boa música também dá a conhecer bom ambiente e a aldeia em si.

### Espaços desportivos
- Associação Cultural Desportiva e Recreativa de Vale da Urra

### Eventos desportivos
- Torneios de Pro Evolution Soccer, Sueca, Chinquilho, entre outros.

## O que visitar
- Associação Cultural Desportiva e Recreativa de Vale da Urra
- Capela de S. Sebastião, na Aldeia
- Ponte Romana Antiga
- Ruinas do Antigo Lagar da Aldeia
- Fonte Santa, cabeço das Varzeas
- Praia Fluvial, a cerca de 4 km do centro da aldeia, com possibilidade de acampar no parque de campismo.